# André Domingos
André Domingos da Silva (Santo André, 26 de novembro de 1972) é um atleta brasileiro, especializado em provas de curta distância.
Um de seus melhores resultados foi a medalha de prata no revezamento 4x100 metros rasos nas Olimpíadas de Sydney em 2000. Participou de outras três Olimpíadas: Barcelona 1992, Atlanta 1996 (medalha de bronze no 4x100 m) e Atenas 2004.
É o segundo melhor brasileiro de todos os tempos (atrás apenas de Róbson Caetano) na prova dos 100 metros, tendo com recorde pessoal 10,06 s, obtidos em 1999.
Nos Jogos Olímpicos de Sydney 2000, conquistou a medalha de prata no revezamento 4x100m, com o tempo de 37s90, junto com Claudinei Quirino, Édson Luciano e Vicente Lenílson e Cláudio Roberto. A medalha de ouro foi para a equipe dos Estados Unidos. Posteriormente, em 2008, o corredor Tim Montgomery, que participou deste revezamento, confessou o uso de doping, o que deveria anular o ouro dos EUA e transferi-lo para o Brasil, mas até hoje o COI não deu ganho de causa ao Brasil. 